# Mark Lawrence
Mark Lawrence, född 1 januari 1968, är en brittisk författare som är mest känd för fantasyserien The Broken Empire. Lawrence föddes i USA, men flyttade som ung med sina föräldrar till Storbritannien. Han arbetar även som forskare inom artificiell intelligens.

### The Broken Empire-trilogin
- Prince of Thorns (2011, ej översatt till svenska)
- King of Thorns (2012, ej översatt till svenska)
- Emperor of Thorns (2013, ej översatt till svenska)

### The Red Queen's War
- Prince of Fools (2014, ej översatt till svenska)
- The Liar's Key (2015, ej översatt till svenska)
- The Wheel of Osheim (2016, ej översatt till svenska)

### The Book of the Ancestor
- Red Sister (2017, ej översatt till svenska)
- Grey Sister (2018, ej översatt till svenska)